# Aldreu (España)
Aldreu es una aldea española situada en la parroquia de Riotorto, del municipio de Riotorto, en la provincia de Lugo, Galicia.

## Demografía
| Gráfica de evolución demográfica de Aldreu entre 2000 y 2021 |
|                                                              |
| Datos según el nomenclátor publicado por el INE.             |